# El Djem
El Djem (الجم al-Jamm) is een kleine plaats in Tunesië, ongeveer 60 kilometer ten zuiden van Sousse, 30 kilometer ten zuidwesten van Mahdia en ten noordwesten van Sfax.
Het is niet zeker door wie de stad is gesticht, Feniciërs, Berbers of Romeinen. In de Romeinse tijd heette het Thysdrus.

## Amfitheater
El Djem staat vooral bekend vanwege het enorm grote en goed bewaard gebleven Romeins amfitheater dat in deze plaats staat. Het Amfitheater van El Djem is het grootste amfitheater van het Afrikaanse continent, en was een van de grootste in het Romeinse Rijk. Er konden ongeveer 35.000 toeschouwers in plaatsnemen.
Dit amfitheater is in 1979 door UNESCO tot werelderfgoed verklaard. Het is een populaire toeristische attractie; men kan hierin op verschillende verdiepingen van het enorme bouwwerk rondlopen. Vooral in de zomer worden in het amfitheater regelmatig klassieke concerten gehouden.
- Bibliothèque nationale de France: cb12501488w (data)
- Gemeinsame Normdatei: 7534964-4
- Library of Congress Control Number: n99034445
- Nationale Bibliotheek van Israël: 987007494270905171
- Virtual International Authority File: 142079988